# Iglesia de Santa María (Mojácar)
La iglesia de Santa María es una iglesia católica situada en la localidad almeriense de Mojácar (España). Se ubica en la zona alta de la villa. Es Bien de Interés Cultural desde 1993.

## Descripción

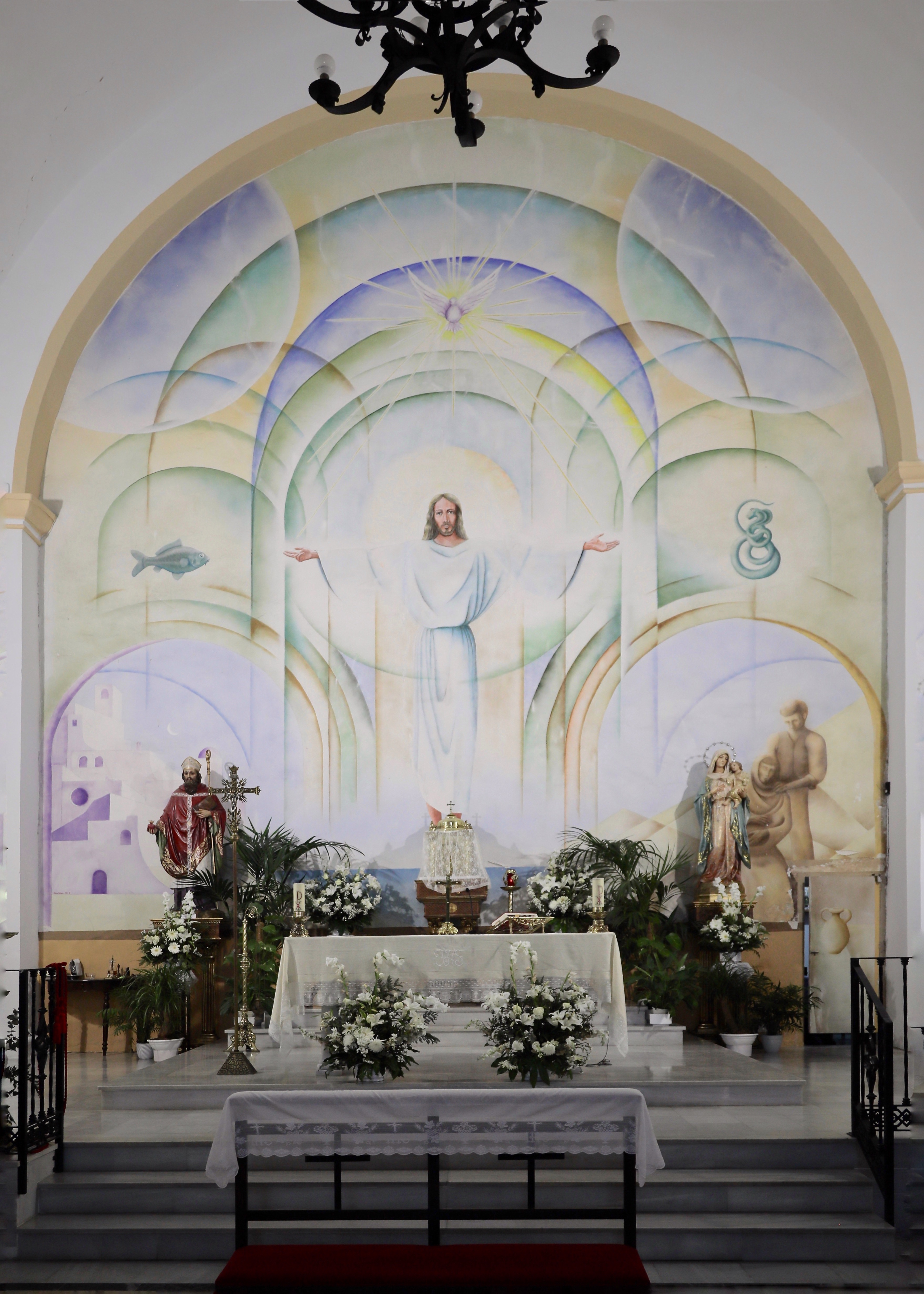

Se trata de una iglesia fortaleza construida por el maestro Sebastián Segura en 1560 sobre la antigua mezquita mayor que se encontraba ubicada en este recinto. Esta antigua fortaleza, primero árabe y luego cristiana, fue reconvertida al culto cristiano tras la reconquista; cumplió con doble función: religiosa y como fortaleza defensiva contra los ataques que pudiese recibir la localidad. Su interior alberga una preciosa y significativa pintura al fresco realizada en los años 1980 por el pintor alemán Michael Sucker, quien vivió nueve años en el municipio.
Construida en mampostería y grandes sillares, posee planta rectangular con dos torres. La única nave se cubre con bóveda de cañón con arcos fajones descansando en pilares cuadrados. Las torres son cuadradas con tres cuerpos, el inferior de mampostería y los superiores de ladrillo, el último tramo con cuatro vanos en arco de medio punto.

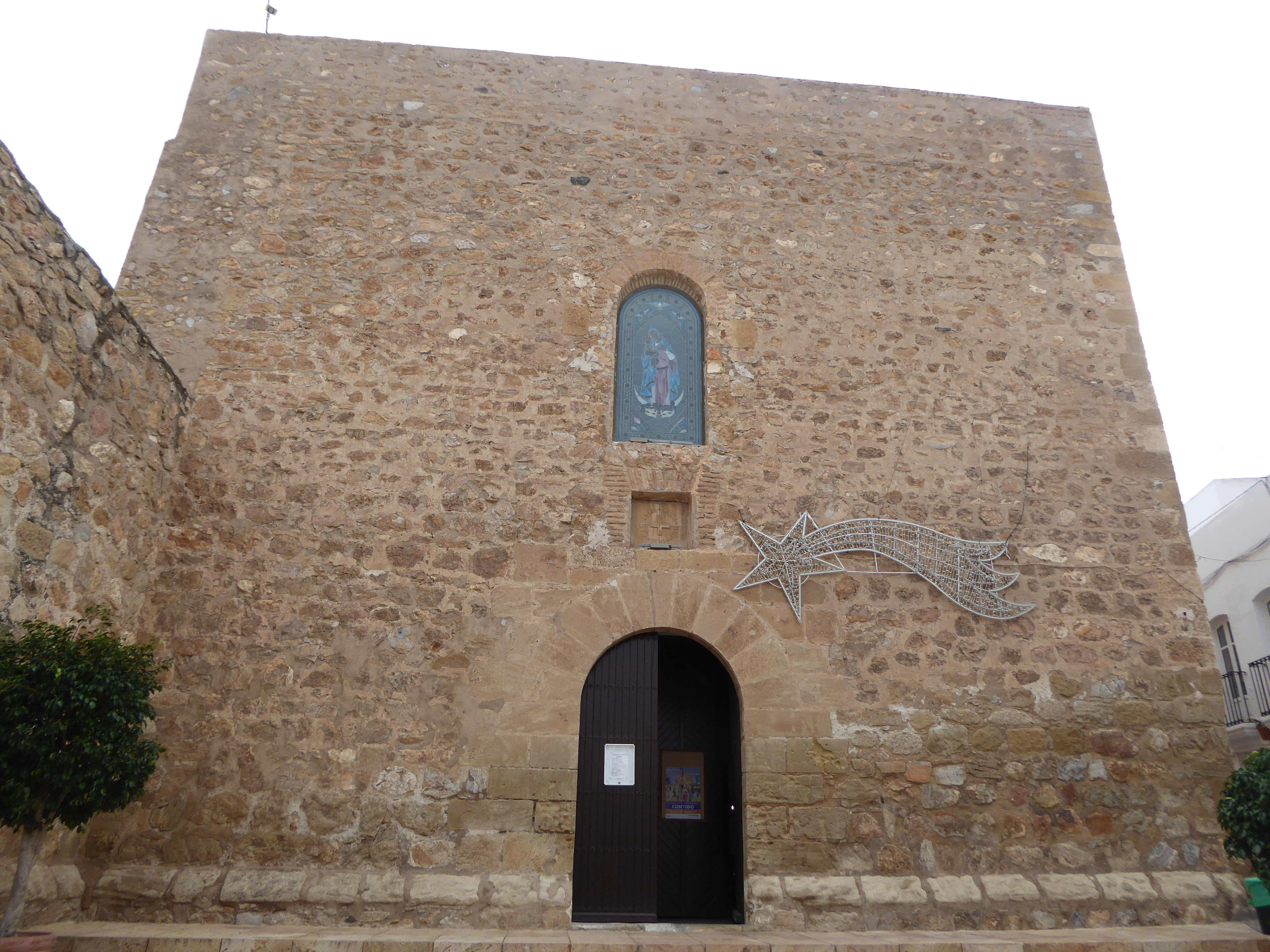
Portada.

Tiene una portada simple en arco de medio punto con dovelas resaltadas y sobre ella una pequeña ventana así como un hueco cuadrado y ciego. En la fachada lateral, cuenta con grandes contrafuertes para contrarrestar el empuje de la cubierta, ofreciendo un claro aspecto de fortaleza.
Durante la reciente restauración del conjunto de la Iglesia, tanto al interior como al exterior apareció material cerámico musulmán y algunos enterramientos. Asimismo, al excavar el recinto exterior del patio aparecieron algunos fragmentos de terra sigillata.
La iglesia había perdido el retablo del altar mayor durante los hechos acaecidos en la guerra civil. En su pequeña colección de imaginería cuenta con tallas de San Agustín y la Virgen del Rosario, patrones de la ciudad.